# Aftægt
Aftægt er betegnelsen for en aftale (også kaldet aftægtskontrakter), hvorefter en ny ejer (eller fæster) af en ejendom forpligter sig til at underholde den tidligere ejer og hans ægtefælle, så længe de lever.
Sådanne aftaler var meget udbredte. Det aftalte underhold blev oftest fastsat ved en aftægtskontrakt, som nærmere bestemte ydelsernes art: bolig og naturalydelser som fødevarer og brænde, samt tidspunktet for levering. Aftalen kunne indebære opførelsen af en ny aftægtsbolig til den tidligere ejer. Aftægtskontrakten blev oftest tinglyst på ejendommen.
Det kan ikke dokumenteres hvornår aftægtskontrakter blev indført i Danmark, det er omkring år 1600 almindelig på landet, særligt af selvejerbønder og fæstebønder. Aftægtskontrakter var almindeligt i Danmark til begyndelsen af 1900-tallet før plejehjem og pension.
I flere tilfælde førte en aftægtsaftale til mord på ubeslægtede aftægtsfolk.
Slægtsforskere benytter ofte aftægtskontrakter for at finde ud af mere om deres slægtninges boligforhold. Aftægtskontrakter kan findes i Skøde- og panteprotokol.